# 物理探査学会
公益社団法人 物理探査学会（ぶつりたんさがっかい、英語: The Society Of Exploration Geophysicists Of Japan (SEGJ)）は、日本の学術研究団体の一つ。

## 概要
1947年11月21日設立。学術研究団体としての種別は単独学会。
地球惑星科学を学術研究領域とし、物理探査学の学理及びその応用に係る技術の進歩、普及、並びに物理探査に携わる技術者の資質の向上を図り、国内の学術文化、並びに社会の発展に貢献・寄与することを目的としている。
国内においては日本工学会および日本地球惑星科学連合に加入している。

## 沿革
- 1947年 - 物理探鑛技術協會発足。
- 1979年 - 物理探査学会に改称。
- 2001年 - 社団法人物理探査学会設立。
- 2012年 - 一般社団法人物理探査学会設立。
- 2014年 - 公益社団法人物理探査学会設立。

## 刊行物

### 物理探査
- 誌名（和文）：物理探査
- 誌名（欧文）：Butsuri-tansa
- 創刊年：1948
- 資料種別：ジャーナル（査読付き論文を含む）
- 使用言語：日英混在
- 発行形態：印刷体、eジャーナル
- 著作権帰属先：学会
- クリエイティブコモンズ：定めていない
- 購読：有料

### Exploration Geophysics
- 誌名（和文）：Exploration Geophysics（３国共同発行誌）
- 誌名（欧文）：Exploration Geophysics
- 創刊年：-
- 資料種別：ジャーナル（査読付き論文を含む）
- 使用言語：英語のみ
- 発行形態：eジャーナル
- 著作権帰属先：学会
- クリエイティブコモンズ：定めていない
- 購読：有料